# Diocesi di Novapietra
La diocesi di Novapietra (in latino Dioecesis Novapetrensis) è una sede soppressa e sede titolare della Chiesa cattolica.

## Storia
Novapietra, identificabile con le rovine di Encedda nell'odierna Algeria, è un'antica sede episcopale della provincia romana di Numidia.
Unico vescovo conosciuto di Novapietra è il donatista Dativo, che prese parte alla conferenza di Cartagine del 411, che vide riuniti assieme i vescovi cattolici e donatisti dell'Africa romana; la sede in quell'occasione non aveva vescovi cattolici. Nel suo intervento Dativo si vantò che nella sua diocesi, a Novapietra, si trovava la tomba del vescovo Marcolo, venerato come martire dai donatisti.
Dal 1933 Novapietra è annoverata tra le sedi vescovili titolari della Chiesa cattolica; dal 28 maggio 2021 il vescovo titolare è Gregory William Gordon, vescovo ausiliare di Las Vegas.

## Cronotassi

### Vescovi
- Dativo † (menzionato nel 411) (vescovo donatista)

### Vescovi titolari
- Carlos Ambrosio Lewis Tullock, S.V.D. † (22 giugno 1965 - 22 maggio 1986 nominato vescovo coadiutore di David)
- Raymundo Damasceno Assis (18 giugno 1986 - 28 gennaio 2004 nominato arcivescovo di Aparecida)
- Raffaello Funghini † (31 gennaio 2004 - 17 maggio 2006 deceduto)
- Antoni Stankiewicz † (15 novembre 2006 - 4 gennaio 2021 deceduto)
- Gregory William Gordon, dal 28 maggio 2021